# Bella Block: Reise nach China
Reise nach China ist ein Kriminalfilm der Krimireihe Bella Block des Regisseurs Chris Kraus, der auch das Drehbuch schrieb, aus dem Jahr 2008. In der Hauptrolle verkörpert Hannelore Hoger die Hamburger Hauptkommissarin Bella Block, die nach einem vermeintlichen Terroranschlag auf ein Pharmalabor in einen Zuständigkeitskonflikt mit dem Bundeskriminalamt gerät.

## Handlung
Auf ein Pharmalabor wird ein Bombenattentat verübt; die renommierte Biologin Josephine Merkur kommt dabei ums Leben. Bella Block, in deren Zuständigkeitsbereich das Labor liegt, ist über den Umstand verwundert, dass das BKA bereits vor ihr am Ort des Geschehens angekommen ist. Des Weiteren fällt ihr auf, dass der BKA-Beamte Pierre Köbius und der Sicherheitschef des Unternehmens sich scheinbar schon längere Zeit kennen, da sich die beiden duzen.
Für das BKA und das Pharmaunternehmen ist der Fall eigentlich klar: Des Anschlags verdächtigt wird Thomas Bärbaum, einer der Wachleute, der, wie es sich herausstellt, ein militanter Tierversuchsgegner ist. Somit wäre das BKA für den Fall zuständig und nicht die Hamburger Mordkommission. Doch für Bella Block, die, wie des Öfteren, schlecht gelaunt ist, ist der Fall nicht so eindeutig. Ihr Partner Simon Abendroth ist mit seiner Tochter nach China verreist, und ständig kommt ihr das BKA in die Quere.
Auf Josephine Merkurs Beerdigung, bei der Bella Block zugegen ist, kommt plötzlich der Wachmann und mutmaßliche Attentäter Thomas Bärbaum auf sie zu und gesteht ihr, den Anschlag tatsächlich verübt zu haben, jedoch in Zusammenarbeit mit der getöteten Biologin. Diese wollte, wie es sich herausstellt, polizeiliche Ermittlungen gegen ihren Arbeitgeber in Gang setzen, ohne jedoch ihn selbst anklagen zu müssen. Aufgrund dieser Aussage sieht Bella Block von einer Festnahme Bärbaums ab, denn von ihm erhofft sie sich weitere Erkenntnisse, die zur Lösung des Falls beitragen könnten.
Im Laufe ihrer Ermittlungen wird Bella Block klar, dass es sich bei dem Anschlag um eine ganz große Sache handeln muss, denn um auf dem Weltmarkt konkurrenzfähig bleiben zu können, kooperierte das global tätige Unternehmen unter anderem auch mit den Chinesen. Im weiteren Verlauf der Handlung kommt ans Licht, dass nicht nur Tier-, sondern auch Menschenversuche mit noch nicht zugelassenen Wirkstoffen durchgeführt wurden. Auch wird der Kommissarin immer klarer, dass ihre Entscheidung, den Wachmann Thomas Bärbaum nicht in polizeilichen Gewahrsam zu nehmen, ein folgenschwerer Fehler war.

## Produktionsnotizen
Norbert Sauer produzierte die 24. Folge der Bella Block Reihe für die UFA im Auftrag des ZDF. Gedreht wurde 2007 in Hamburg.
Das ZDF erstellte im Jahr 2015 eine Hörfilmfassung der Folge.

## Erscheinungstermin
Auf den Internationalen Hofer Filmtagen wurde Bella Block – Reise nach China bereits am 26. Oktober 2007 gezeigt. Die Erstausstrahlung im Fernsehen war am 9. Februar 2008 im ZDF. Mit 5,34 Mio. Zuschauern erreichte die Folge am Tag der Erstausstrahlung einen Marktanteil von 17,1 %.

## Kritiken
TV Spielfilm urteilte: „Figurenzeichnung, Schauspielerleistung, Regie und Kamera – alles vom Feinsten. Autor/Regisseur Chris Kraus und seinem Team gelang eine der besten Bella-Folgen überhaupt.“.
Rainer Tittelbach meinte: „[...] die assoziative Erzählweise mit ihren zackigen, subjektiven Rückblenden ergab eine seltsam verschachtelte Struktur. Befremdlich schön war auch das Spiel der Akteure. Schauspieler wie auf Droge, unnahbar, flüchtig, depressiv verspielt. Diesem Film musste man sich hingeben – wie im Rausch“.

## Auszeichnungen
- 2008: Deutscher Kamerapreis in der Kategorie "Schnitt" (Uta Schmidt)[5]
- 2008: Nominierung zum Bayerischen Fernsehpreis in der Kategorie "Bester Darsteller" (Devid Striesow)[6]
- 2009: Nominierung zum Grimmepreis in der Kategorie "Beste Kamera" (Judith Kaufmann)[7]